# クワス

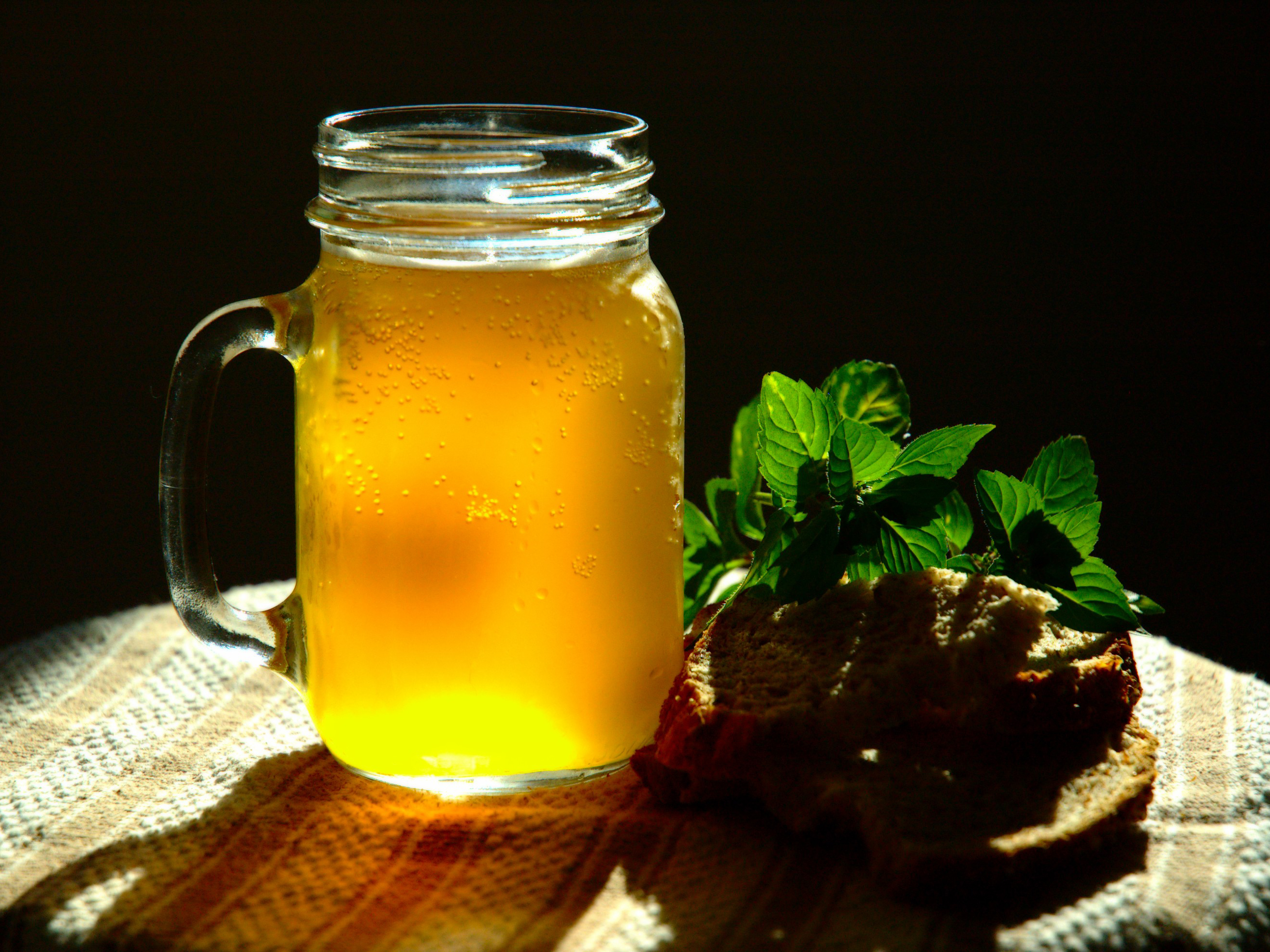
クワス

クワス（ウクライナ語・ベラルーシ語・ロシア語: квас（クヴァス）；意訳：酸汁）は、東欧の伝統的な微炭酸の微アルコール飲料。キエフ大公国時代から知られ、現在はウクライナ、ベラルーシ、ロシアなどで好まれている。

## 概要

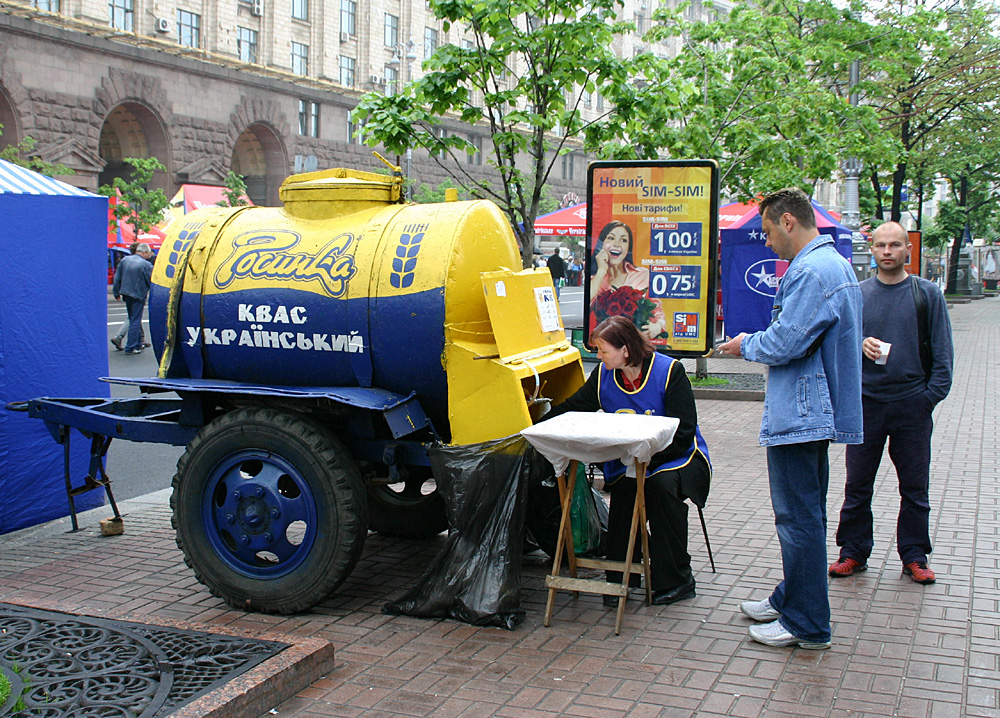
街頭で販売されるクワス（2005年、キーウ、フレシチャーティク通り）

クワスはライ麦と麦芽を発酵させて作る。各家庭においてはライ麦パンと酵母を原料として手軽に作られる。クワスをパン種として、パン生地を練って、ライ麦パンを焼くこともある。ロシアではクワスは夏の風物詩とされている。冬にも作られるが、夏と冬ではレシピが異なるため、その風味には明確な違いがある。
アルコール度数は1%未満‐2.5%。その為、ソフトドリンクとして売れている。そのまま飲用する他、トマト、キュウリ、タマネギなどの野菜、ハムやゆで卵を細かく切ったものに、クワスを加えて混ぜたものを冷たいスープとしても食べる（オクローシカ）。
ウクライナ、ベラルーシ、ロシアでは伝統的にアルコール飲料ではなくジュースとして飲まれてきた。ソ連時代は大規模な工場で生産されるようになり、町中や公園などでクワスの自動販売機も設置されていた。1991年のソビエト連邦の崩壊以降、国外から流入してきたコーラなどに押され、一時にクワスは嗜好品としての役目を終えたという説も出るほどであったが、2005年にはニコーラブランドのペットボトル入りクワスが発売されるなど、徐々にクワスの消費量は増加している。
クワスが飲まれる地域では、正教会の修道院でも作られ、修道院のクワス（ロシア語: монастырский квас）と呼ばれている。

## 歴史
クワスの歴史は古く、古代にまでさかのぼる。原型はビールとクワスの中間のようなものであったとされ、2000年以上前に古代エジプトで出現し、ヒポクラテスやヘロドトス、プリニウスが自身の著作でクワスに近い飲料について記述している。
ロシアでのクワスの最古の文字記録は、洗礼を終えたウラジーミル大公が、民衆に食べ物とクワスを振る舞うように指示した989年の文書である。当時のクワスは現代のビールよりもアルコール度数が高く、酔っ払いを意味する「クワスの人」という言葉があった。
12世紀頃には酸味の強弱によってクワスを区別するようになり、酸味の強いクワスは「熟成クワス」と呼ばれるようになった。最もアルコール度数が高くなる3月に仕込まれたクワスが最上のものとされた。15世紀頃にはクワスのレシピは多様化し、野草やハチミツ、果物、野菜などを加えた約500種類のクワスが作られていた。
19世紀に入ると、モルスやレモネードなど他の果汁飲料に押されてクワスの存在感は薄れたが、第一次世界大戦中に施行された禁酒令の例外となったクワスはにわかに脚光を浴びた。また、ロシア国民保健協会は回復期の滋養に効果的な病院食として、軍病院など多くの病院でクワスを醸造した。

## ギャラリー

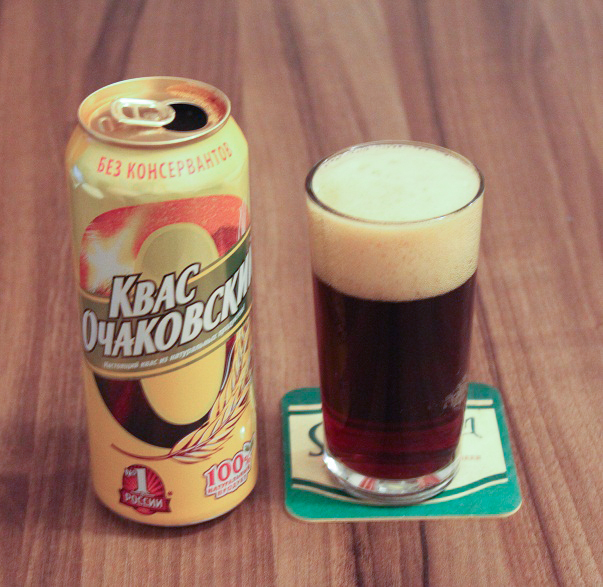
缶入りのロシア産クワス
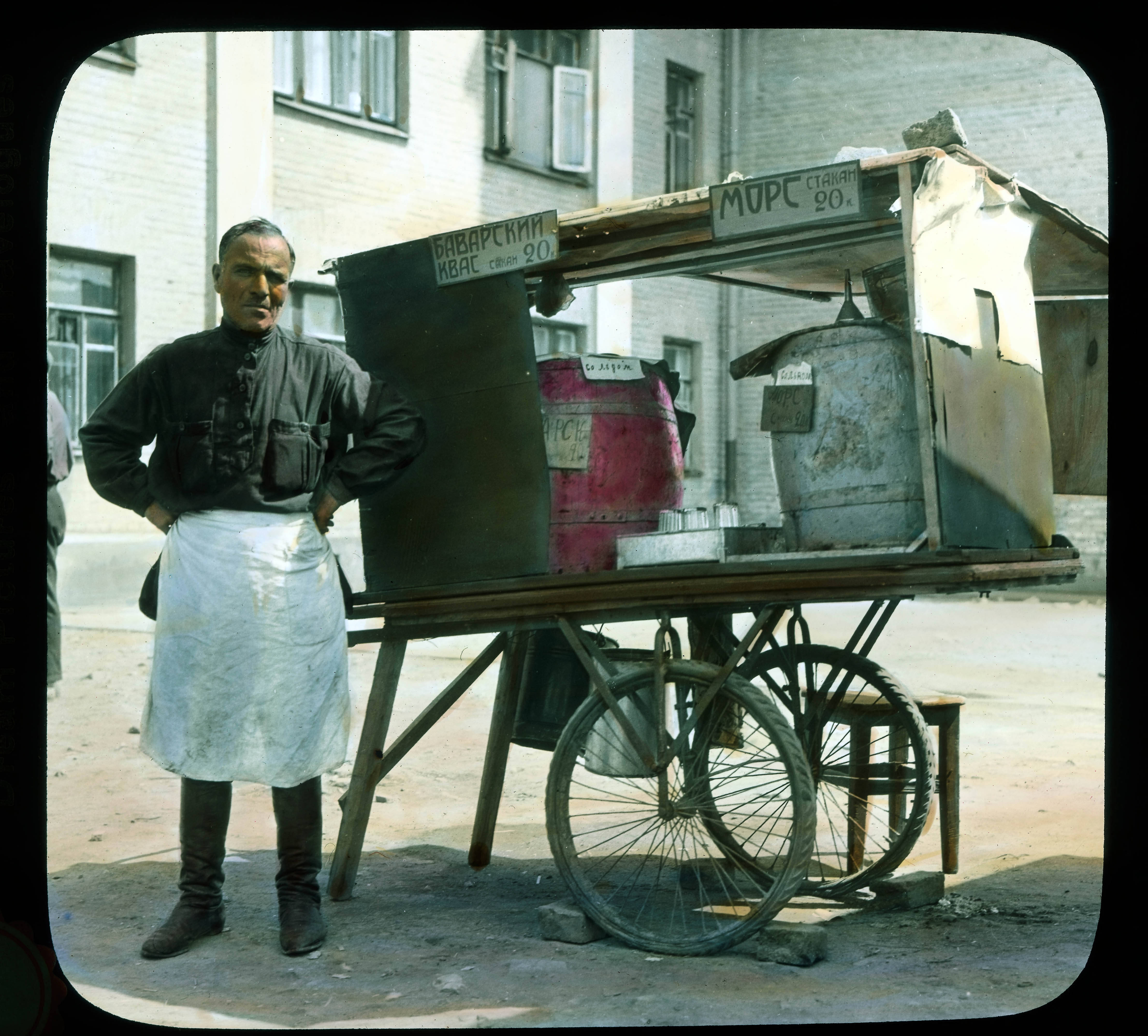
1931年、モスクワのクワス売り
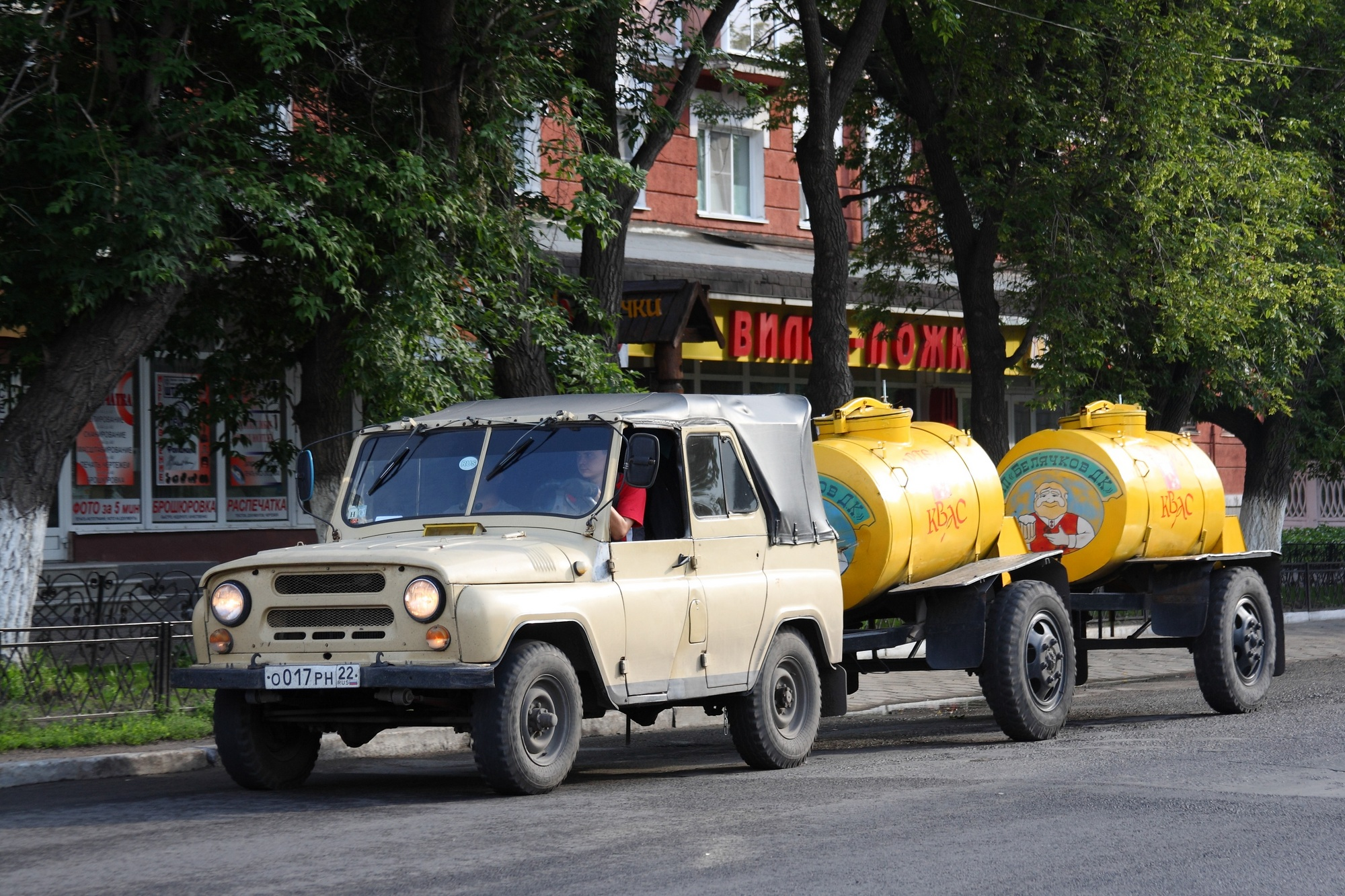
バルナウル市中で牽引されるクワスタンク車
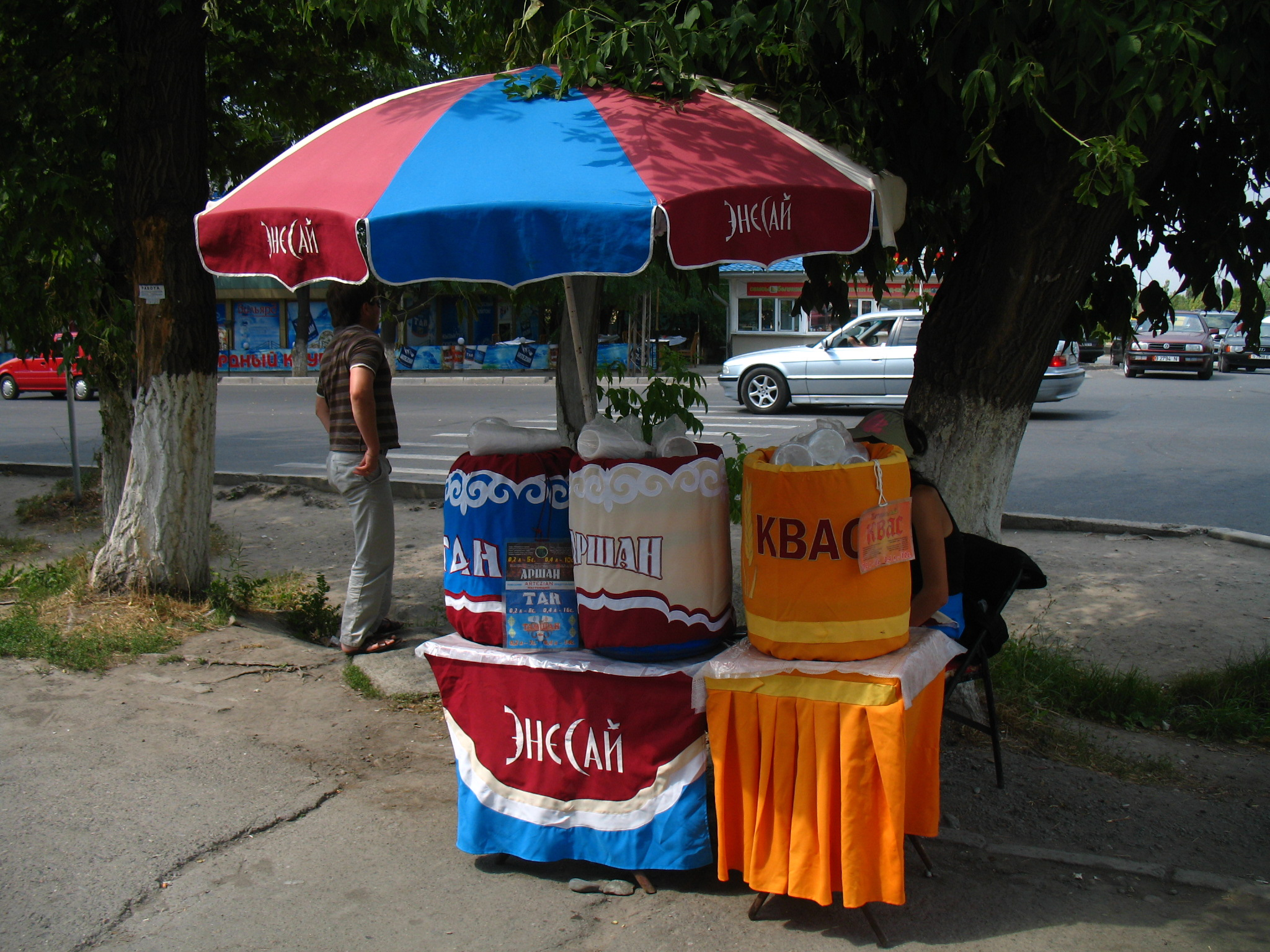
ビシュケク市中でのクワス販売